# Василий Великий
Васи́лий Вели́кий (греч. Βασίλειος ο Μέγας Васи́лиос о Ме́гас, известный также как Васи́лий Кесари́йский, Βασίλειος Καισαρείας; ок. 330—379) — архиепископ Кесарии Каппадокийской, церковный писатель и богослов. Один из трёх каппадокийских отцов Церкви, наряду с Григорием Нисским и Григорием Богословом. Ему приписываются изобретение иконостаса и составление литургии Василия Великого. Автор пятой и шестой молитв утреннего правила, многочисленных проповедей и писем (сохранилось не менее трёхсот). Убеждённый поборник киновии.

## Жизнеописание

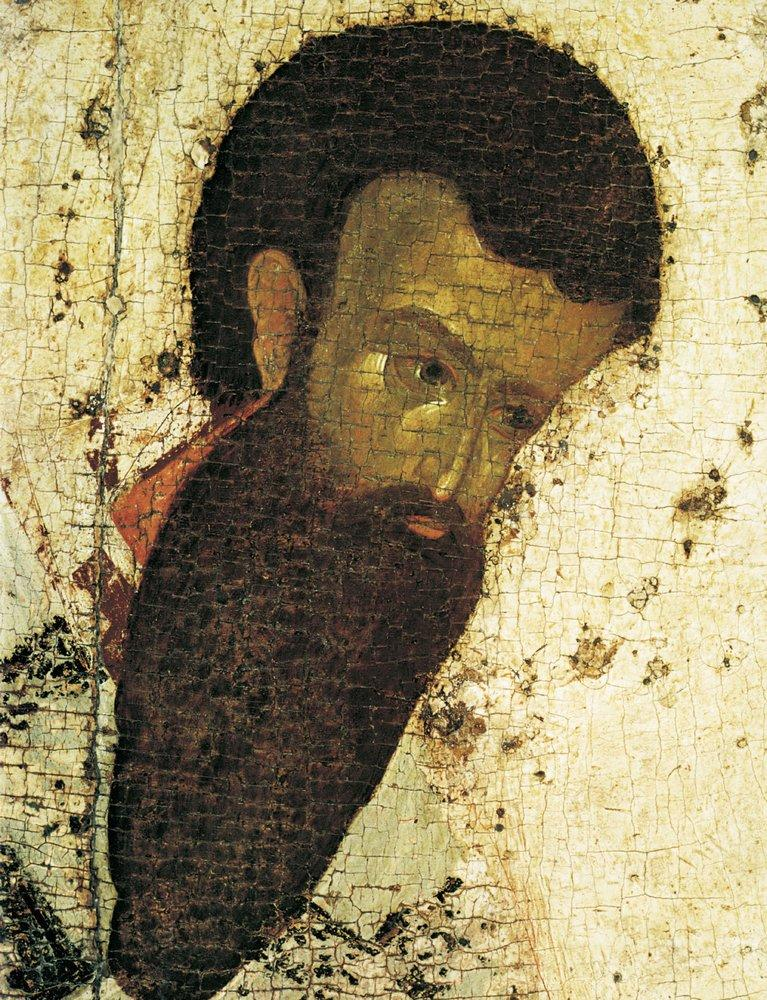
Часть иконы из деисусного ряда иконостаса Благовещенского собора Московского Кремля. Работа Феофана Грека. 1405 (?)

Родился святой Василий около 330 года в Кесарии, административном центре Каппадокии, и происходил из известного рода, славившегося как знатностью и богатством, так и дарованиями и ревностью христианской веры. Его дедушка с бабушкой пострадали во время Диоклетиановых гонений. Его родной дядя был епископом, как, впрочем, и двое братьев — Григорий Нисский и Пётр Севастийский. Сестрой святителя была преподобная Макрина, ещё одним братом — отшельник Навкратий. Мать Василия — преподобная Эмилия Кесарийская. Его отец, будучи оратором и законоведом, предназначал Василия для той же стези. Василий получил прекрасное образование в Кесарии и Константинополе, а закончил его в Афинах, где пять лет (350—355) обучался в школе риторов Проэресия. В ней он повстречался и сдружился с Григорием Богословом. Вместе с ними учился и будущий язычник-император Юлиан Отступник.
По возвращении в Кесарию Василий было посвятил себя светским делам. В конце 350-х годов, после смерти Навкратия, под влиянием сестры Макрины (будущей игуменьи) ставшего аскетом, сам крестился и начал более аскетичную жизнь. Вместе со своим другом Григорием Богословом поселился на семейных землях в Понте, где они изучали труды Оригена. В 356 или 357 году Василий пустился в продолжительное путешествие в Сирию и Египет (Фиваида), после чего возобновил аскетическую практику. В 357 году был поставлен во чтецы, после чего оставаясь в Понте, начал активно участвовать в жизни церкви. В 360 году в качестве чтеца сопровождал каппадокийских епископов на Собор в Константинополь.
Решение собора в Римини поддержать осуждённое Первым Вселенским собором учение Ария (которое разделял и кесарийский епископ Дианий) стало тяжёлым ударом для Василия и его товарищей.
В 364 году Василий был рукоположён во пресвитеры и сделался советником Евсевия, сменившего Диания в качестве епископа. Строгая и аскетичная жизнь Василия пришлась не по душе Евсевию, и первый предпочёл удалиться в свою пустыню, где стал налаживать монашескую жизнь, к которой всегда тяготел.

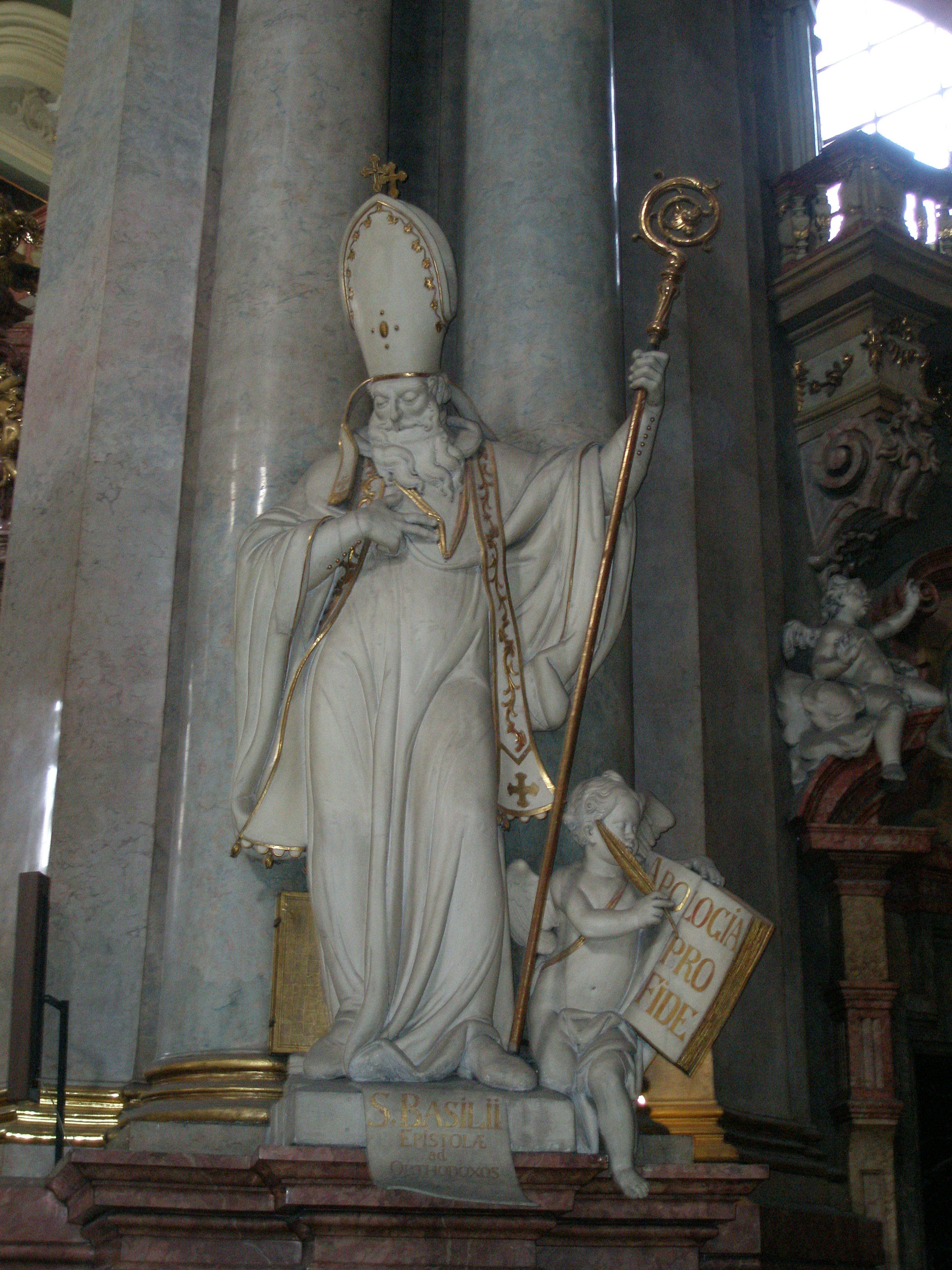
Игнац Платцер. Статуя Василия Кесарийского в церкви Святого Николая на Малой Стране в Праге

В 365 году Василий вернулся в Кесарию и взял управление епархией в свои руки. Он написал три книги против ариан, проповедуя лозунг «три ипостаси в единой сущности», который был приемлем как для последователей Никейского символа веры, так и для тех, кто ещё недавно симпатизировал арианам. Несмотря на противодействие ряда епископов, по смерти Евсевия в 370 году Василий заступил на место митрополита Каппадокийского и ревностно принялся за искоренение арианства в Малой Азии.
Антиарианская деятельность Василия привела его к столкновению с Валентом. Во время путешествия императора по Каппадокии епископ наотрез отказался признать правоту арианского учения. В ответ Валент разделил Каппадокию на две провинции, что привело к сокращению канонической территории Василия и подорвало его позиции в церкви. Тем не менее Василию удалось продвинуть на место епископов ключевых городов своих соратников Григория Нисского и Григория Богослова. Основная же борьба развернулась за место патриарха Антиохийского, на котором Василий — в отличие от епископов Александрии и папы Дамасия — не желал видеть ортодоксального никейца Павлина, опасаясь, что чрезмерное преувеличение единства Бога чревато ересью савеллианства.
Гибель Валента в битве при Адрианополе изменила баланс сил в государстве и церкви, но Василий воспользоваться этим не успел. Он умер в первый день нового 379 года и в скором времени был причислен к лику святых. Память в Православной церкви 1 (14) января и 30 января (12 февраля) — Собор трёх святителей.

## Сочинения
- Догматические: «Против Евномия», «О Святом Духе»;
- Экзегетические: 15 бесед на псалмы, «Беседы на Шестоднев», «Толкование на пророка Исаию»;
- Беседы (проповеди): 28 бесед на различные темы;
- Письма: ок. 365 писем к различным лицам, в том числе к Афанасию Великому[8], Григорию Богослову[9] и Амвросию Медиоланскому[10].
- Аскетические: «Нравственные правила», «Монашеские правила», пространные и краткие.

## Учение

### Шестоднев
Одно из фундаментальных сочинений Василия Великого — «Шестоднев», состоящий из девяти бесед. Интерпретируя 1-ю главу Книги Бытия, он раскрывает идею сотворённости мира, хотя не чужд Василий и идеи самозарождения (например, он утверждает, что угри образуются из тины). При этом подчёркивается, что «Божие слово созидает естество», а не конкретные вещи, поэтому над вещами время властно, а над естеством — нет. Под небом Василий понимает твердь, которую отождествляет с воздухом, поскольку она плотнее наднебесного эфира. Описывая звёзды, он критикует науку халдеев о составлении гороскопов, так как «злотворные звёзды причину своей злотворности переносят на Творца». Вне обитаемых стран Василий полагает море, в котором «нет твёрдой земли». Сотворённые существа различаются разной степенью совершенства: водные существа менее совершенны («у них нет ни памяти, ни представления»), чем сухопутные (они хоть и бессловесны, но не безгласны). Растения хотя и живы, но не одушевлены. Классификация птиц отличается от современной. К ним Василий относит не только пернатых (собственно птиц), но также нетопырей, плевокрылых (осы) и жесткокрылых (жуки). По мысли Василия, животные находятся под управлением Бога («ни одно существо не оставлено без Промысла») и служат для назидания людей. Описывая их, он восклицает: «неприлично многобрачие» или «похвально чадолюбие». Наблюдая животных, Василий замечает, что некоторые из них воплощают добродетель («муравей трудолюбив, собака благодарна»), которая имеет естественную природу. Само же добро он уподобляет здоровью. Метаморфозы шелкопряда служили Василию аналогией грядущего воскресения людей.

### О ересях
Василий противопоставляет ереси расколам. Крещение от еретиков нельзя принимать, но от раскольников оно допустимо. К еретикам он относит маркионитов, пепузинов, манихеев, валентинян и евномиан.

### О монашестве
В качестве первоначального образца аскетизма Василий избрал Евстафия Севастийского и, по его примеру, основал госпиталь для бедных. В 373 году Василий порвал с Евстафием из-за различных позиций в ходе арианских споров и начал развивать свою концепцию аскетизма. Основными трудами Василия в области монашества являются его «Краткие» и «Подробные» правила, составленные в форме вопросов и ответов.
Василий ценил монашество, которое заключалось в «подражании лику ангелов», безбрачии, уединении, «удалении от мира», молитвах и песнопениях. Из одежды монахам предписывается хитон и недорогая обувь. Из еды: хлеб, вода и «варенье из семян». Причём принятию пищи отводится один час в день. Упоминается и умное делание.
Основываясь на Священном писании, Василий обосновывает благотворительную монашескую жизнь, для вступления в которую необходимо отказаться от имущества. Обладание собственностью препятствует достижению полной бесстрастности и удалению от мира, не позволяя достигнуть духовного преображения. Значительное внимание Василий уделяет механизму отказа от собственности. Если член общины не может сам составить список того, чем он владеет, и распорядиться этим имуществом, задача может быть выполнена специальным ответственным лицом. «Неправедные» родственники не должны получить имущество монаха. Василий советует прибегать в данном случае к закону, хотя и отмечает, что полностью лишить наследства родственников не удастся. Рекомендуемым способом распределения имущества является передача местному епископу на благотворительные цели. Согласно Василию, община должна обеспечивать свои нужды ремеслом и сельским хозяйством — здесь он вступает в полемику с мессалианами, которые считали ручной труд не совместимым с молитвенным образом жизни.
Василий подчёркивал необходимость совместного проживания монахов, считая, что Святой Дух, снизойдя на одного, перейдёт и к остальным. Община должна управляться единоначально, но не авторитарным настоятелем, а духовным лидером. Если один из монахов решит, что глава общины нарушает правила, он может озвучить свои сомнения, но тем не менее основной монашеской добродетелью является подчинение «даже до смерти, и смерти крестной» (Флп. 2:8). Согласно Василию, настоятель должен быть «врачевателем душ», «как общий всех слуга и о всех обязанный дать отчёт, должен много думать и беспокоиться» (30).
В монастырях Василия проживали мужчины и женщины, но раздельно. В отличие от монастырей Египта, рассматривавших присутствие мальчиков как источник сексуального искушения, Василий считал необходимым привлечение детей к монашеской жизни с некоторого возраста, но с определённой спецификой.

## Библиография

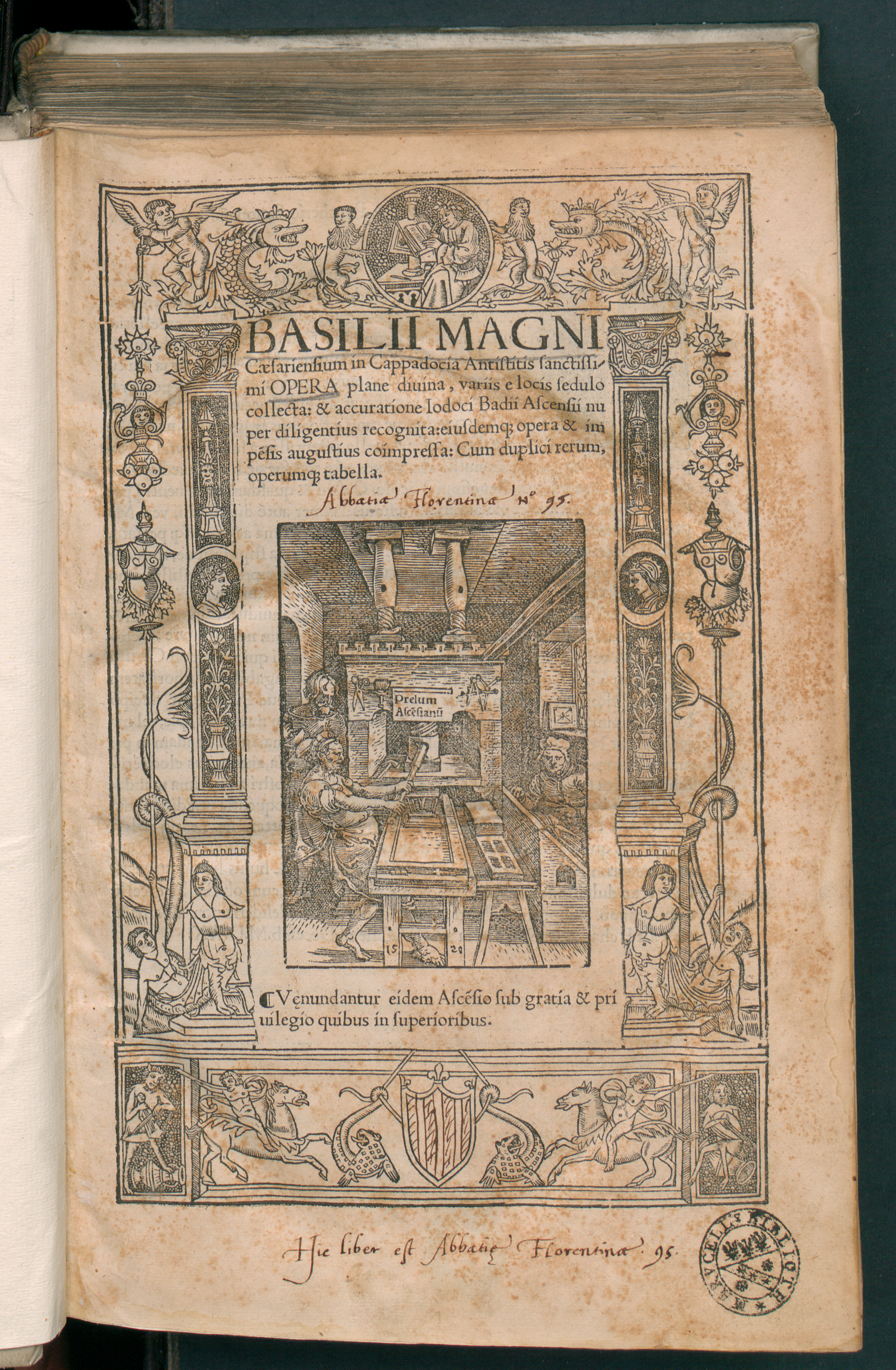
Basilii Magni Opera, 1540

Почтовая марка Ватикана, посвящённая Василию Великому

### Оригиналы
- PG 29-32

### Переводы
Древнерусские переводы:
- Литургия св. Василия Великого. Вводные сведения. Греческий и славянский тексты. / Критич. изд. М. И. Орлова. — СПб., 1909. — LXXXVIII, 413 стр.

Русские переводы:
- Беседы … на шестоднев, сиречь на шесть дней творения… — М., 1782. — 249 стр. (также перевод Л. Сечкарева: Ч. 1. — М., 1785)
- Нравственные слова…, избранные Симеоном Метафрастом. 2-е изд. — СПб., 1824. — 354 стр.
- Беседы … на разныя материи… 2-е изд. — СПб., 1824. — 542 стр.
- Беседы … на псалмы. 2-е изд. — СПб., 1825. — 344, 72 стр.
- Нравственные сочинения. — М., 1838. — XXX, 552 стр.
- Творения. В 7 ч. — М., 1845—1848. переизд., например: Сергиев Посад, 1900—1902.
- Творения. / Исправл. пер. Московской духовной академии. В 3 т. — СПб.: Сойкин. 1911. (есть репринты)
  - Т. 1. Беседы на шестоднев. Беседы на псалмы. Толкование на пророка Исаию. Опровержение на защитительную речь злочестивого Евномия. О Святом Духе. — 644 стр.
  - Т. 2. Нравственные правила. Беседы. О подвижничестве. Правила, пространно изложенные в вопросах и ответах. Правила, кратко изложенные в вопросах и ответах. Подвижнические уставы. — 530 стр.
  - Т. 3. Письма к разным лицам.
- Письма. — М., 2007. — 559 стр.

Новые переводы:
- Девять бесед на Шестоднев. / Пер. Л. А. Фрейберг [с. 47-50]. Письма 1, 3, 4, 12, 14, 19, 20. / Пер. Т. А. Миллер [с. 65-69]. О том, как молодым людям извлечь пользу из языческих книг. / Пер. Л. А. Фрейберг [c. 54-64]. // Памятники византийской литературы IV—IX веков. / Отв. ред. Л. А. Фрейберг. — М.: Наука, 1968. — С. 45-69.
- Гомилия на св. Рождество Христово. / Пер. А. Р. Фокина. // Богословский сборник. — 2000. — № 5. — С. 104—117.
- Переписка с Аполлинарием (письма 361—362). / Пер. П. Б. Михайлова. // Богословский сборник. — 2003. — № 12. — С. 71-78.
- На слова: Внемли себе / Пер. О. В. Алиевой // Свт. Василий Великий. На слова: Внемли себе. М.: ГЛК Ю. А. Шичалина, 2016.
- Гомилия против гневающихся / Пер. А. Грюнерт // Философия. Журнал Высшей школы экономики. — 2018. — № 2(1). — С. 93-116.